# Sint-Laureins
Sint-Laureins és un municipi belga de la província de Flandes Oriental a la regió de Flandes.

## Seccions
| #   | Nom               | Codi postal | Superfície | Població (2008) |
| --- | ----------------- | ----------- | ---------- | --------------- |
| I   | Sint-Laureins     | 9980        | 21,34      | 2.842           |
| II  | Sint-Margriete    | 9981        | 10,49      | 640             |
| III | Sint-Jan-in-Eremo | 9982        | 12,60      | 1.008           |
| IV  | Waterland-Oudeman | 9988        | 9,01       | 458             |
| V   | Watervliet        | 9988        | 21,08      | 1.644           |

## Demografia
Font:INS

## Situació
- a. Boekhoute (Assenede)
- b. Bassevelde (Assenede)
- c. Kaprijke
- d. Eeklo
- e. Adegem (Maldegem)
- f. Maldegem